# Matthias Aschenbrenner
Matthias Aschenbrenner (Bad Kötzting, 1972) é um matemático teuto-estadunidense, que trabalha com lógica matemática e álgebra.
Aschenbrenner estudou a partir de 1993 informática e matemática na Universidade de Passau (Vordiplom 1996), a partir de 1996 na Universidade Brandeis e a partir de 1997 na Universidade de Illinois em Urbana-Champaign, com mestrado em 1999 e doutorado em 2001, orientado por Lou van den Dries. Por sua tese Ideal membership in polynomial rings over the integers  recebeu o Gerald E. Sacks Prize da Association for Symbolic Logic. No pós-doutorado foi professor visitante na Universidade da Califórnia em Berkeley e em 2003 no Mathematical Sciences Research Institute. Em 2003 foi Professor Assistente e em 2006 Professor Associado da University of Illinois at Chicago e em 2007 Professor Associado e em 2011 Professor da Universidade da Califórnia em Los Angeles.
Em 2012 foi eleito membro da American Mathematical Society. Para 2018 está convidado como palestrante convidado do Congresso Internacional de Matemáticos no Rio de Janeiro.
Matthias Aschenbrenner tem dupla cidadania (Alemanha e Estados Unidos). É casado com a professora de economia Kirsten Wandschneider, tendo o casal três filhos. Um retorno do casal para a Alemanha foi impedido por causa da quota feminina (sua mulher obteve uma cátedra em Berlim, e ele por razão da  dita quota, que se inscreveu para a Universidade Humboldt de Berlim, teve sua proposição não aceita, mesmo tendo melhor qualificação).

## Publicações selecionadas
- Ideal membership in polynomial rings over the integers, J. Amer. Math. Soc., Volume 17, 2004, p. 407-441. Arxiv
- mit Christoph Hillar: Finite generation of symmetric ideals, Trans. AMS, Volume 359, 2007, p. 5171-5192. Arxiv 2004
- com H. Schoutens: Lefschetz extensions, tight closure, and big Cohen-Macaulay algebras, Israel J. Math., Volume 161, 2007, p. 221-310.
- com Raymond Hemmecke: Finiteness theorems in stochastic integer programming, Found. Comput. Math., Volume 7, 2007, p. 183-227.  Arxiv 2005
- com Christoph Hillar: An Algorithm for Finding Symmetric Gröbner Bases in Infinite Dimensional Rings, Arxiv 2008
- com Stefan Friedl: Residual properties of graph manifold groups, Topology Appl., Volume 158, 2011, p. 1179-1191.
- com L. van den Dries, J. van der Hoeven: Towards a model theory for transseries, Notre Dame J. Form. Log., Volume 54, 2013, p. 279-310. Arxiv
- com S. Friedl: 3-manifold groups are virtually residually p, Memoirs of the AMS 225, 2013, Arxiv 2010
- com S. Friedl, Henry Wilton: Decision problems for 3-manifolds and their fundamental groups, Arxiv 2014
- com van den Dries, van der Hoeven: The surreal numbers as a universal H-field, J. EMS, Arxiv 2015
- com S. Friedl, Henry Wilton: 3-Manifold Groups, EMS Series of Lectures in Mathematics, vol. 20,  European Mathematical Society (EMS), Zürich, 2015. Arxiv
- com Lou van den Dries, Joris van der Hoeven: Asymptotic Differential Algebra and Model Theory of Transseries, Annals of Mathematical Studies 195, Princeton UP 2017, Arxiv